# Ida Münzbergová

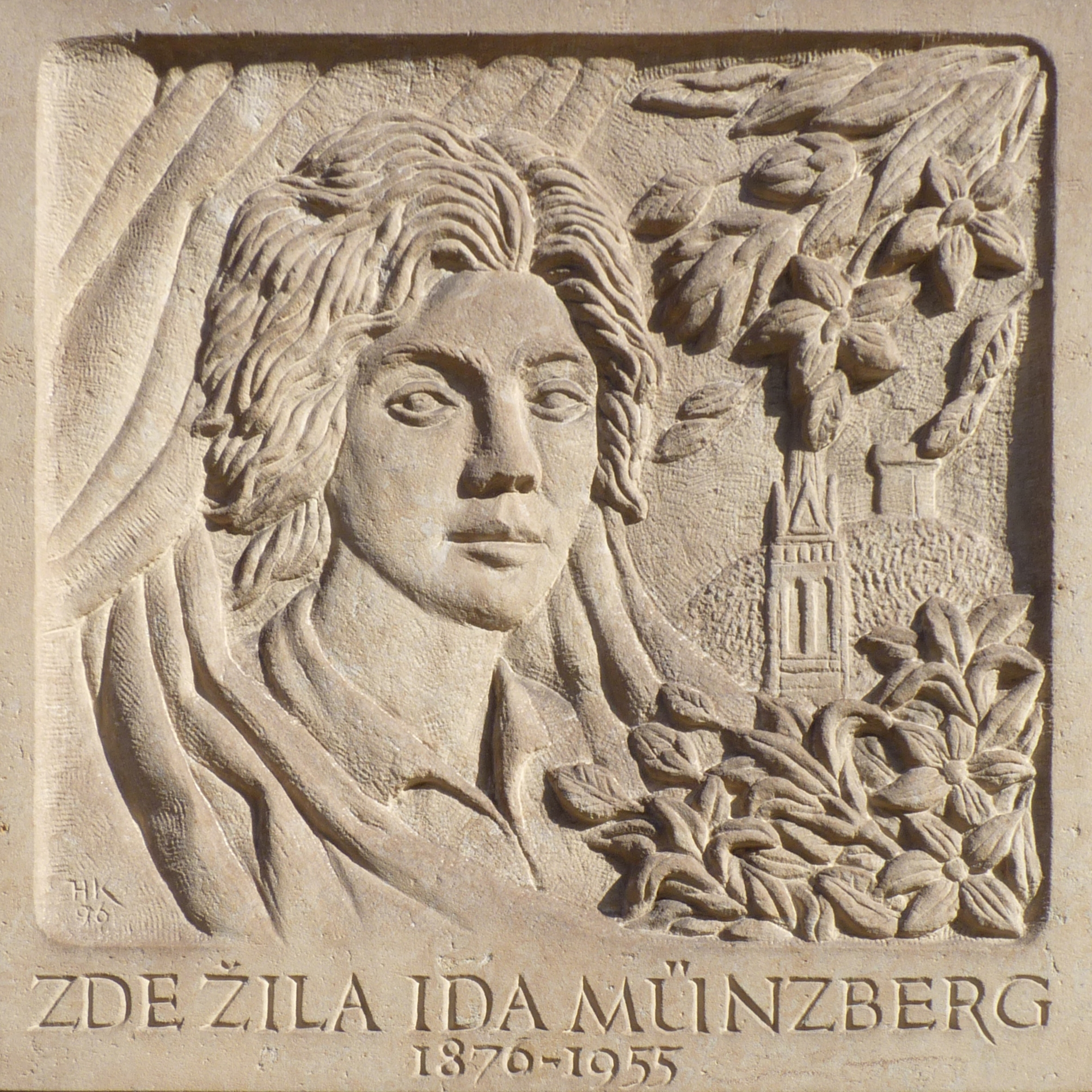
Pamětní deska na domě v Českém Těšíně

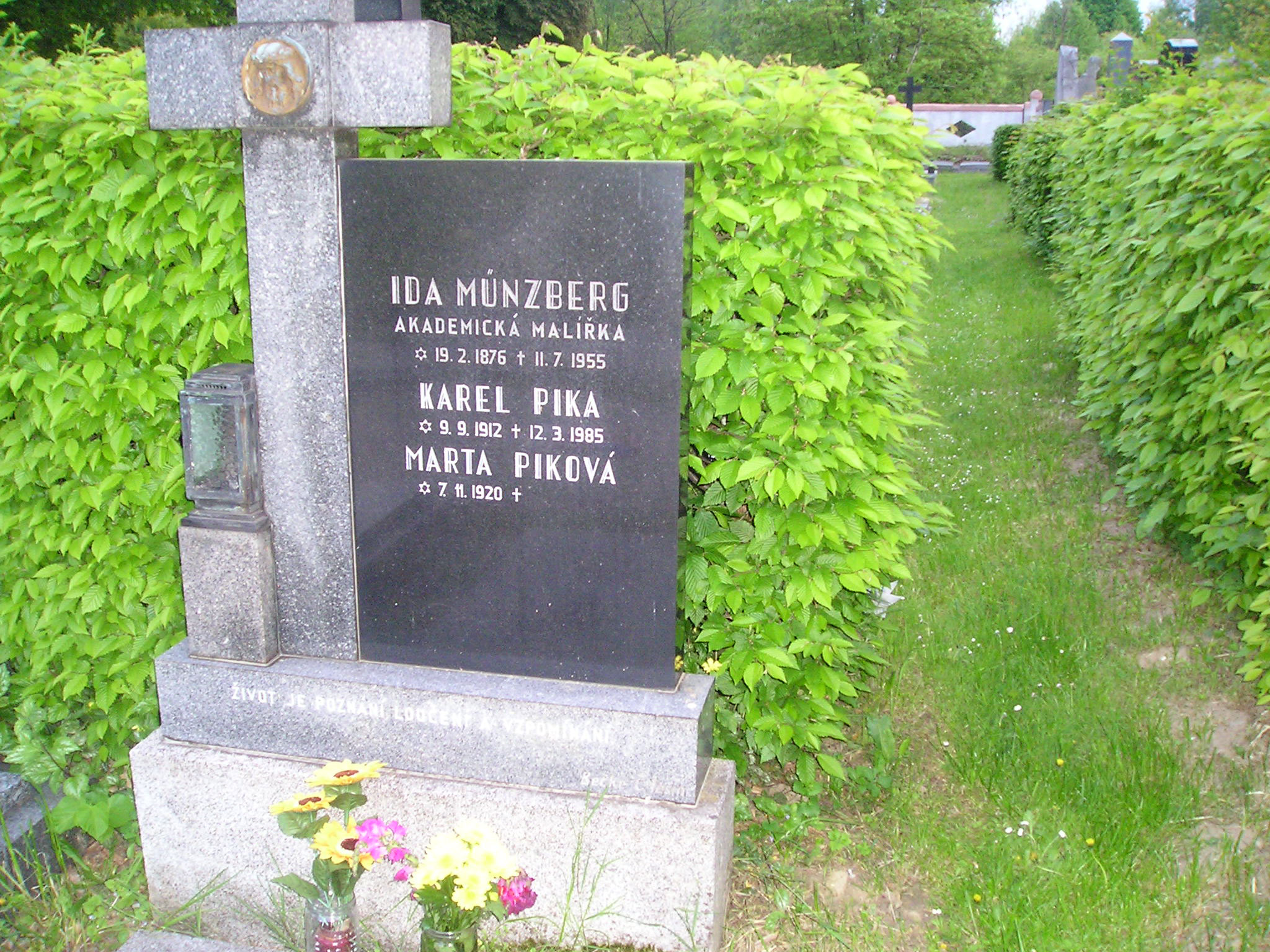
Hrob na těšínském hřbitově

Ida Münzbergová, křtěná Ida Leontion (19. února 1876, Střítež – 11. července 1955, Český Těšín) byla těšínská malířka.

## Život
Narodila se 19. února 1876 ve Stříteži u Českého Těšína v budově lesní správy, kde působil její otec Adolf jako arciknížecí lesmistr. Zemřela 11. července 1955 v Českém Těšíně. Malovala květiny, portréty a krajiny v Českém Těšíně. Velký úspěch měla její samostatná výstava na radnici v Českém Těšíně v prosinci 1933, kde vystavovala 80 svých prací. Za války měla putovní výstavu v Německu. 6 let před rozdělením Těšína pracovala jako učitelka kreslení na dívčím lyceu v Těšíně, potom vyučovala soukromě malbě a kreslení. Později kreslila motivy z pracovního prostředí na stavbách.
Ve všech jejich obrazech je patrna snaha o realistické zobrazení viděného světa.

## Vzdělání
První základy v kreslení a malbě získala u profesora Funkeho. V letech 1903-1911 navštěvovala uměleckou školu pro paní a dívky a uměleckou akademii ve Vídni. Zde studovala u profesorů H. Ticheho a R. Jetmara. Ve Vídni se měla možnost seznámit se všemi druhy uměleckých řemesel, ale kromě přechodného zájmu o drobnou kovovou plastiku ve třídě profesora Klimta, ji natrvalo upoutalo pouze malířství a kreslení.
Po ukončení studia se natrvalo usadila v Těšíně.

## Některá díla
- Autoportrét, Dítě1, Dítě2, Grünzig, Kytice, Olza, Slezská dívka, Vesnice

## Galerie

Grunzig (olej)
Malé dítě (olej)
Slezská dívka (olej)
Služebná slečna Mašková (olej)

## Fotogalerie

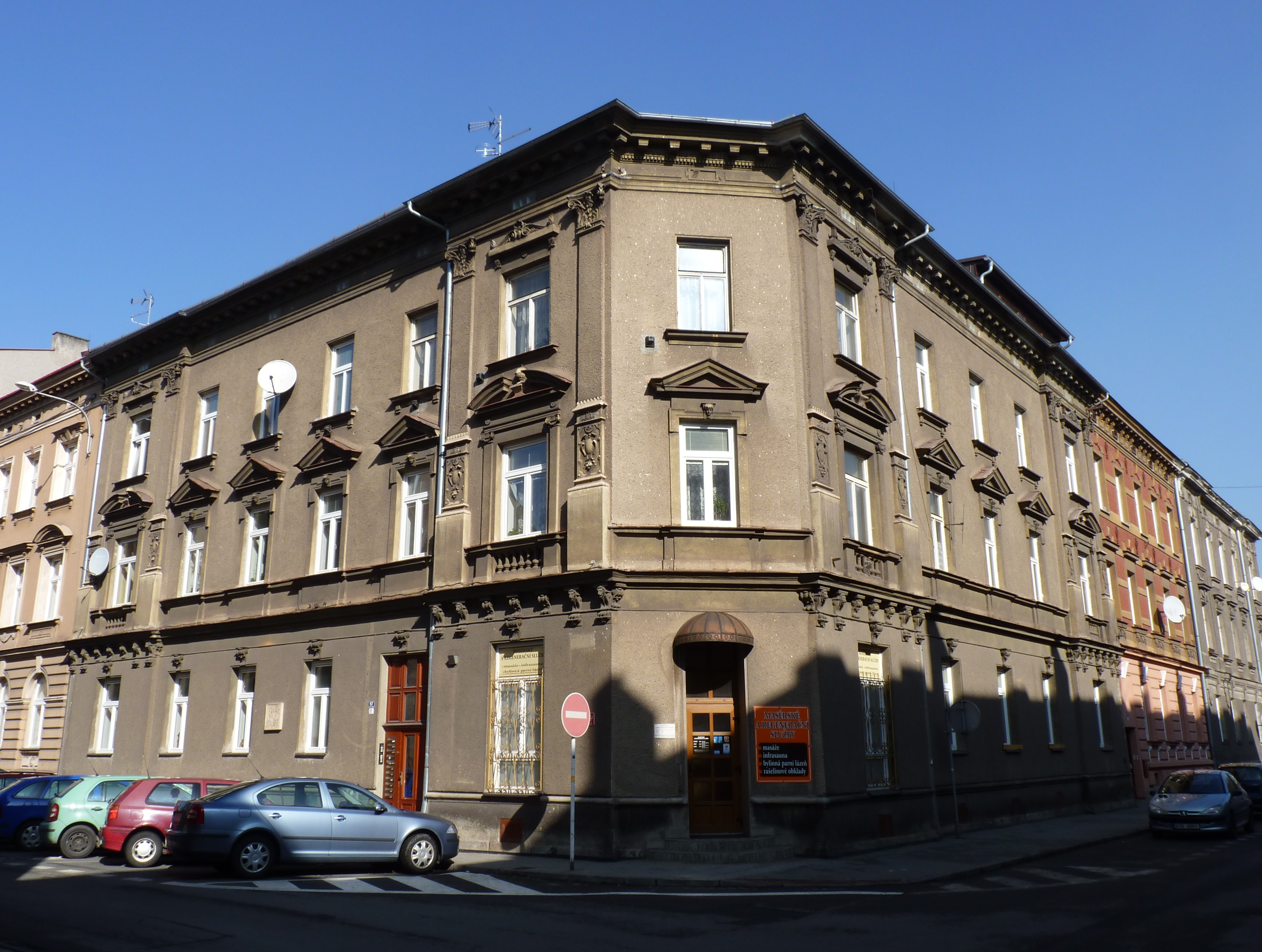
Dům, ve kterém Münzbergová žila v letech 1876–1955